# Municipio de Madison (condado de Richland)
El municipio de Madison (en inglés, Madison Township) es un municipio del condado de Richland, Ohio, Estados Unidos. Tiene una población estimada, a mediados de 2022, de 11 103 habitantes.

## Geografía
Está ubicado en las coordenadas 40°47′33″N 82°29′2″O / 40.79250, -82.48389 (40.792379, -82.483797). Según la Oficina del Censo de los Estados Unidos, tiene una superficie total de 39.4 km², de la cual 39.2 km² corresponden a tierra firme y 0.2 km² están cubiertos de agua.

## Demografía
Según el censo de 2020, en ese momento había 11 106 personas residiendo en la zona. La densidad de población era de 283.3 hab./km². El 90.81% de los habitantes eran blancos, el 2.76% eran afroamericanos, el 0.28% eran amerindios, el 0.23% eran asiáticos, el 0.07% eran isleños del Pacífico, el 0.64% eran de otras razas y el 5.21% eran de una mezcla de razas. Del total de la población, el 1.76% eran hispanos o latinos de cualquier raza.